# Псковское (Гриммен)
Пско́вское (до 1928 — Кёниглих Погриммен (нем. Königlich Pogrimmen), до 1938 — Погриммен (нем. Pogrimmen), до 1946 — Гриммен (нем. Grimmen)) — упразднённый посёлок в Озёрском муниципальном округе Калининградской области. До 2014 года входил в состав Гавриловского сельского поселения.

## История
В 1874 года сельская община Кёниглих Погриммен вошла в состав недавно образованного административного округа Вильгельмсберг в округе Даркемен Восточной Пруссии. В 1910 году в посёлке проживало 115 жителей. В 1928 году соседнее поместье Адлиг Погриммен было объединено с Кёниглих Погриммен и образована новая сельская община Погриммен. В 1933 году в объединенной общине проживало 260 человек, в 1939 году - 262 человека. В 1938 году Погриммен получил новое политически-идеологически выдержанное название Гриммен.
После Второй мировой войны в ноябре 1947 года бывшие населенные пункты Адлиг Погриммен и Кёниглих Погриммен снова получили самостоятельные русские названия Осипенко и Псковское соответственно. В то же время Псковское было отнесено к Багратионовскому сельскому совету Озерского района. С 2008 по 2014 год Псковское входило в состав Гавриловского сельского поселения. 
В 2014 году при объединении всех поселений Озёрского муниципального района посёлок как самостоятельный населённый пункт был упразднён и включен в состав посёлка Псковское (бывший Фридрхсберг).

## Население
| 1910 | 2002 | 2010 |
| ---- | ---- | ---- |
| 115  | ↘4   | ↘2   |